# Looiersgracht
De Looiersgracht is een korte Amsterdamse gracht tussen de Prinsengracht (ter hoogte van nr. 334) en de Lijnbaansgracht (t.h. van nr. 206) in de Jordaan in stadsdeel Amsterdam-Centrum. De Looiersgracht grenst aan de Grachtengordel. De Oude Looiersstraat loopt parallel, de Eerste, Tweede en Derde Looiersdwarsstraat zijn zijstraten.

## Geschiedenis
De gracht ontstond toen vanaf 1612 vanuit de Brouwersgracht de grachtengordel in zuidelijke richting werd gegraven. De Looiersgracht was van het begin af aan voorbestemd voor leerlooierijen, omdat het stadsbestuur deze bedrijven op één plek wilde concentreren, vanwege de sterk nadelige effecten van deze bedrijfstak op het leefmilieu van omwonenden.
Door de stadsuitbreiding kwamen de, in de zestiende eeuw nog buiten de stad gelegen, leerlooierijen geleidelijk binnen de stadsgrens te liggen.
Naast de Looiersgracht ontlenen ook de Elandsgracht en de nabijgelegen Runstraat en de Huidenstraat hun namen aan deze vanouds bloeiende bedrijfstak rond de handel in dierenhuiden. De Oude Looierssloot werd na demping de Derde Looiersdwarsstraat.
Na 1658 breidden de looierijen zich uit op terreinen ten oosten van de Vijzelgracht. Daar liggen de Nieuwe Looiersstraat en -dwarsstraat en hier werd de Nieuwe Looierssloot na de demping de Fokke Simonszstraat.
De 'smelterij' ten behoeve van 'het onderzoeken van het gehalte van goud of zilver' van zilversmid Anthonie Grill (1607-1675) was tussen 1651 en 1661 gevestigd aan de Looiersgracht.
Sinds de vroege 17e eeuw lag op de hoek van de Looiersgracht / Prinsengracht de 'Dooltuin' en beeldengalerij: 'De Oude Doolhof'. De pretparkachtige gelegenheid met een doolhof van groene hagen, een waterpartij en een galerij met mechanisch bewegende beelden, was van vóór 1625 tot 1862 in bedrijf. Hier zag men onder meer de beelden van David en van de reus Goliath, die met de ogen kon rollen. De beelden die gemaakt zijn door Albert Vinckenbrinck, staan tegenwoordig in de Schuttersgalerij van het Amsterdam Museum.
In de 19e eeuw werden zes van de elf Jordaanse grachten gedempt. Slechts de Bloemgracht, Egelantiersgracht, Lauriergracht, Looiersgracht en de Passeerdersgracht bleven (naast de Prinsengracht, Keizersgracht, Herengracht, Singel, Lijnbaansgracht, Brouwersgracht, Leliegracht en Leidsegracht) bestaan.
Sinds de eerste helft van de 19e eeuw was in het gebouw 'Hercules', aan de Looiersgracht ter hoogte van de nrs. 45-55 en in de aangrenzende gebouwen de Suikerwerkfabriek Klene gevestigd. De fabriek is in 1988/'89 gesloopt. Hier verrees het appartementencomplex 'Residence Le Jardin' aan de Lijnbaansgracht nrs. 208-210 en de Looiersgracht nrs. 51-109.
In het pand aan de Looiersgracht nrs. 58-60-62, dat aan de gevel de inscriptie 'Bierbottelarij van Die Port van Cleve' draagt, werd het aan Heineken en de Gebroeders Hulscher gelieerde 'Hollandsch Tafel Bier' gebotteld. Vanaf 1894 zat hier de Cartonnage- en reclamekaartenfabriek F.J. Schwendemann.
Eind 19e eeuw stond aan de Looiersgracht nr. 19 de Openbare Lagere Armenschool No. 3.
Rond 1900 stond aan Looiersgracht nrs. 27-33, hoek Eerste Passeerdersdwarsstraat, de Pharmaceutisch Chemische Fabriek 'de Pharmaceutische Handelsvereniging'. De huidige nieuwbouw is gebouwd rond 1985.

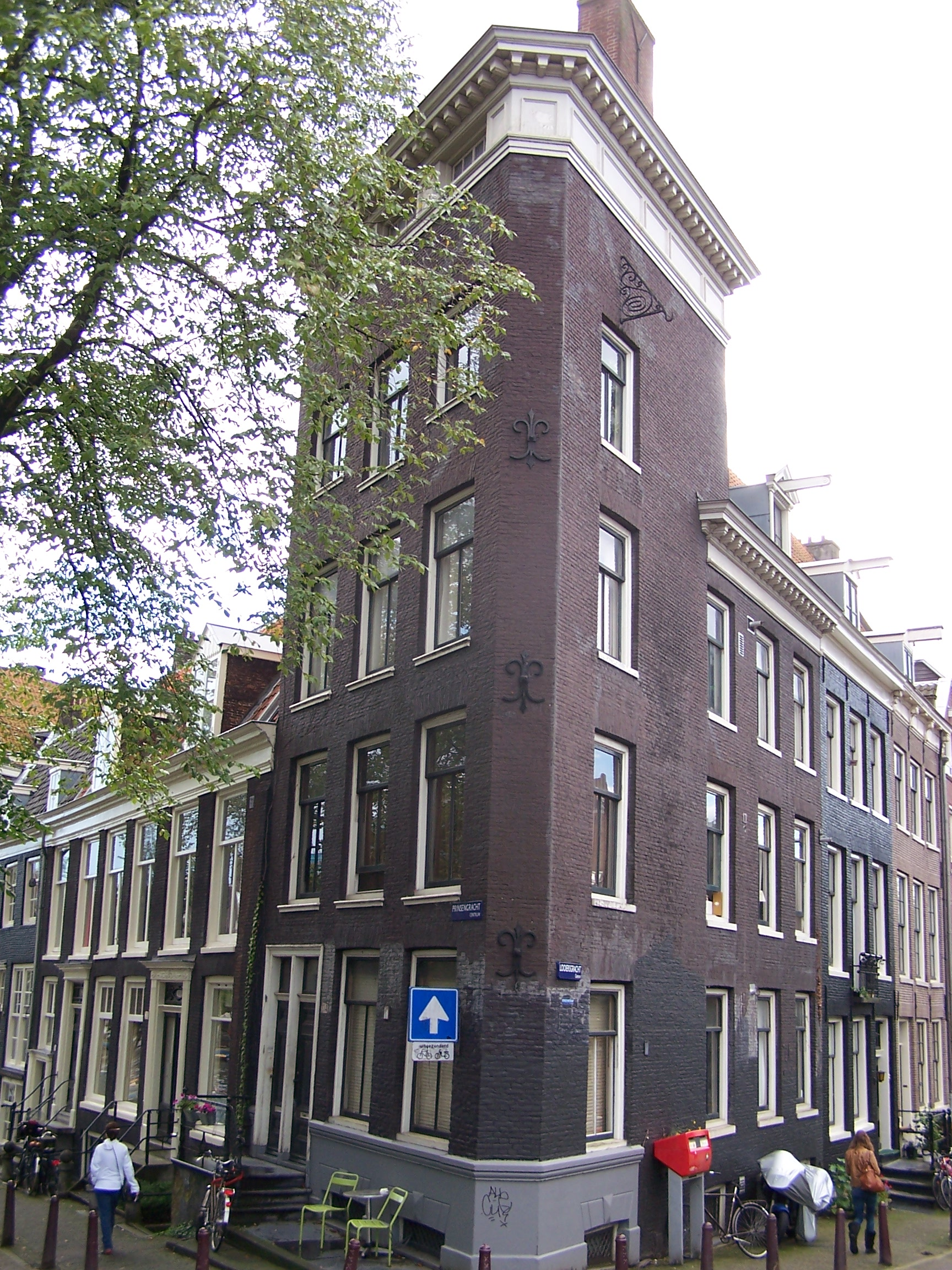
Hoek Looiersgracht met Prinsengracht
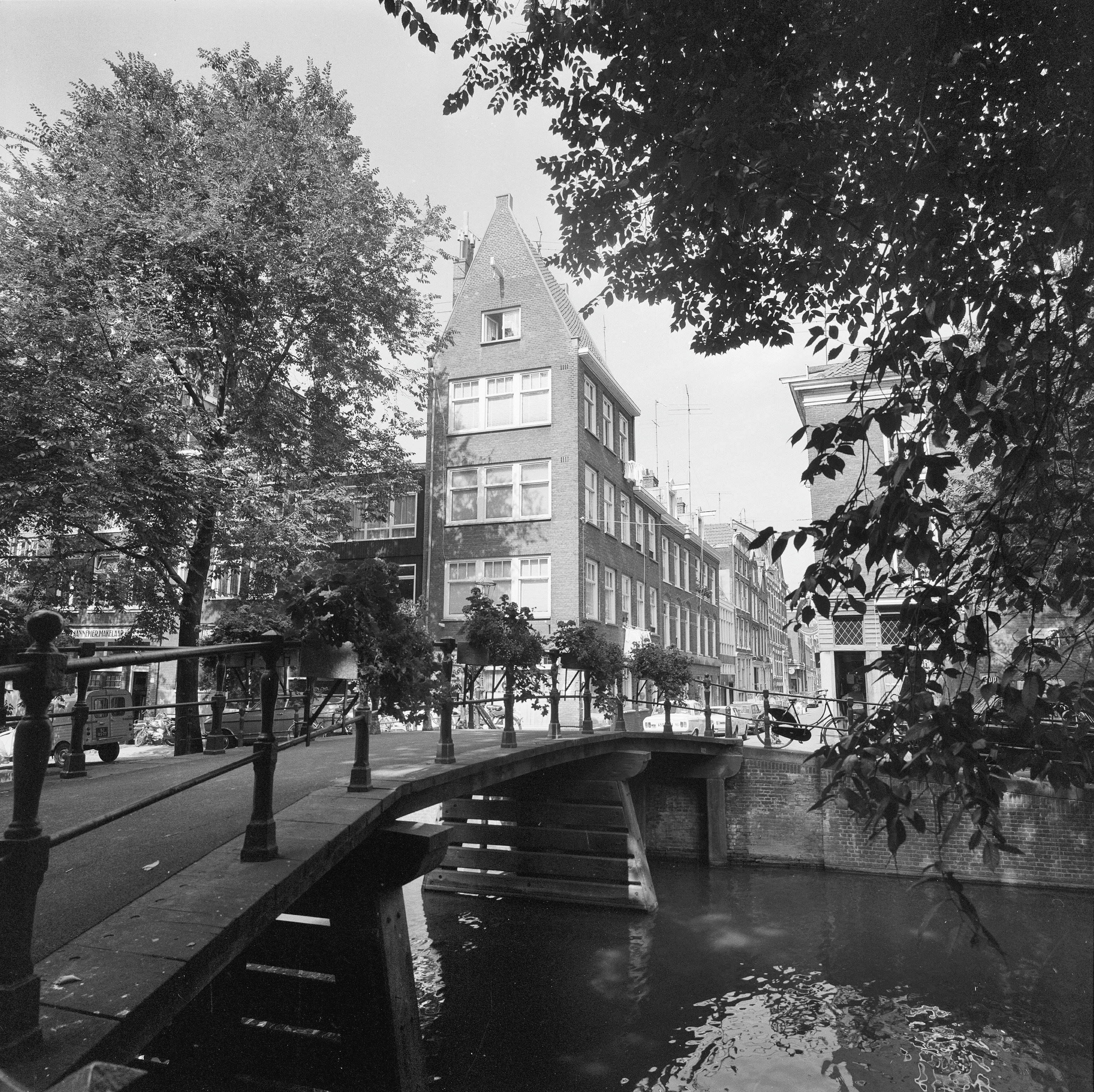
Voetgangersbrug

## Architectuur
De meeste grachtenpanden aan de Looiersgracht zijn in gebruik als woonhuizen.
- Een voorbeeld van de in Amsterdam populaire halsgevels is te zien op Looiersgracht 21, Dit type uit 1648 wordt wel een kleine Vingboons-imitatie of miniatuur-Vingboons, genoemd.
- De voormalige Looiersgrachtkerk, ook wel Simon de Looier, aan de Looiersgracht 70-72, ligt ingeklemd tussen de woningen en valt alleen op door haar geschouderde tuitgevel met hoge ramen. De voorgevel van deze laat-19de-eeuwse galerijkerk wordt in drie delen gedeeld door smalle bakstenen pilasters. Binnen valt vooral de eenvoudige ruimte op, waarbij de galerijen worden gedragen door gietijzeren kolommen. Omdat de kerk tussen de huizen is gelegen, is de lichtbeuk opgenomen in het tongewelf door vensters door dit gewelf en de steekkap in de ruimte te laten komen. Tegenwoordig is hier het Bijbelcentrum 'Bij Simon de Looier' gehuisvest. In de entree is een bijbelwinkel ondergebracht.

## Trivia
- De 'Looierssluis' (brug 103) ligt over de Looiersgracht bij de Prinsengracht. Brug 100 ligt bij de Lijnbaansgracht en bij de Eerste Looiersdwarsstraat ligt (voetgangers)brug 102, zij zijn beide gemeentelijk monument.
- De MV Looiersgracht is een vrachtschip van bevrachtingskantoor Spliethoff.
- Het Archief Osho's Supernova, Cultureel Centrum in Amsterdam was van 1992 tot 1997, gevestigd in een voormalige timmerfabriek aan de Looiersgracht (nr. 43).